# Elektronikus orr

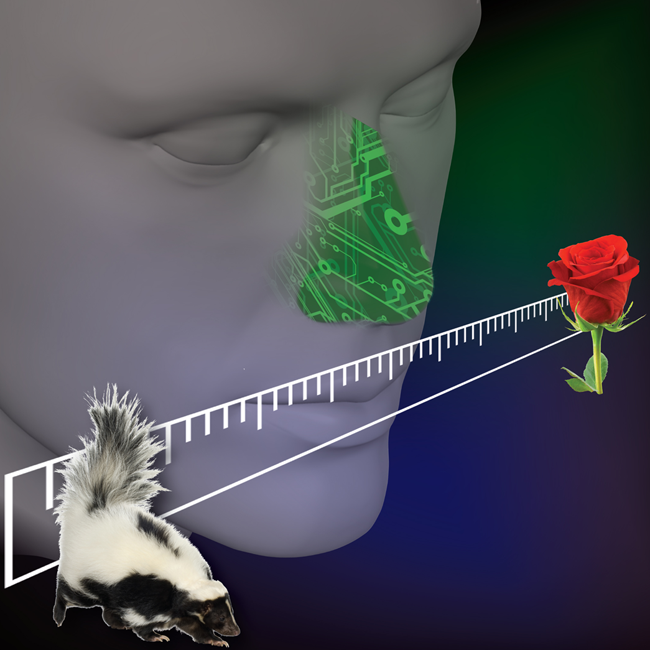
Egy elektronikus orrot a szagok kellemességének érzékelési tengelyére hangoltak, azaz a nagyon kellemes (pl. rózsa) és a nagyon kellemetlen (pl. borz) közötti tengelyre. Ez lehetővé tette az eNose számára, hogy új szagokat szagoljon, amelyekkel korábban még nem találkozott, mégis az emberi értékelésekkel nagymértékben megegyező szagkellemességi becsléseket adjon, függetlenül az alany kulturális hátterétől. Ez arra utal, hogy a szagok kellemességének van egy veleszületett összetevője, amely szorosan kapcsolódik a molekuláris szerkezethez.

Az elektronikus orr olyan elektronikus érzékelő eszköz, amely szagok vagy ízek érzékelésére szolgál. Az "elektronikus érzékelés" kifejezés arra utal, hogy az emberi érzékszerveket szenzorcsoportok és mintafelismerő rendszerek segítségével képes reprodukálni.
1982 óta folynak kutatások olyan technológiák kifejlesztésére, amelyeket általában elektronikus orrnak neveznek, és amelyek alkalmasak a szagok és ízek érzékelésére és felismerésére. A felismerési folyamat szakaszai hasonlóak az emberi szagláshoz, és az azonosítás, összehasonlítás, mennyiségi meghatározás és egyéb alkalmazások, többek között az adattárolás és -lehívás céljából történnek. Néhány ilyen eszközt ipari célokra használnak.

## A szagok elemzésére szolgáló egyéb technikák
A szagok értékelését minden iparágban általában emberi érzékszervi elemzéssel, kemoszenzorokkal vagy gázkromatográfiával végzik. Az utóbbi technika információt ad az illékony szerves vegyületekről, de az analitikai eredmények és az átlagos szagérzet közötti korreláció nem közvetlen a több szagkomponens közötti lehetséges kölcsönhatások miatt.
A Wasp Hound szagdetektorban a mechanikus elem egy videokamera, a biológiai elem pedig öt parazita darázs, amelyeket arra kondicionáltak, hogy egy adott vegyi anyag jelenlétére reagálva rajba verődjenek.

## Történet
Alexander Graham Bell tudós népszerűsítette azt a felfogást, hogy nehéz mérni egy szagot, és 1914-ben a következőket mondta:
„Mértél már valaha szagot? Meg tudod mondani, hogy az egyik szag éppen kétszer olyan erős, mint a másik? Meg tudod mérni a különbséget kétféle szag és egy másik között? Nagyon nyilvánvaló, hogy nagyon sokféle szagunk van, az ibolya és a rózsa illatától kezdve egészen az asafetidáig. De amíg nem tudod megmérni a hasonlóságukat és a különbségüket, addig nem lehet tudományod a szagokról. Ha ambiciózus vagy, hogy új tudományt találj, mérj meg egy szagot.”
A Bell e megfigyelése óta eltelt évtizedekben nem született meg a szaglás tudománya, és csak az 1950-es években és azután történt valódi előrelépés. A szagok érzékelésének általános problémája, hogy nem energiát, hanem fizikai részecskéket kell mérni.

## Működési elv
Az elektronikus orrot azért fejlesztették ki, hogy utánozza az emberi szaglást, amely nem szeparatív mechanizmusként működik: azaz egy szagot/ízt globális ujjlenyomatként érzékel. A műszer lényegében fejtéri mintavételezésből, kémiai érzékelőtömbből és mintafelismerő modulokból áll, hogy a szagok jellemzésére használt jelmintákat hozzon létre.
Az elektronikus orrok három fő részből állnak: mintaszállító rendszer, érzékelő rendszer, számítási rendszer.
A mintaadagoló rendszer lehetővé teszi a minta fejtér (illékony vegyületek) előállítását, amely az elemzett frakció. A rendszer ezt követően ezt a fejtérfogatot befecskendezi az elektronikus orr detektáló rendszerébe. A mintaadagoló rendszer elengedhetetlen az állandó működési feltételek biztosításához.
A detektáló rendszer, amely egy érzékelőkészletből áll, a műszer "reaktív" része. Az illékony vegyületekkel érintkezve az érzékelők reagálnak, ami azt jelenti, hogy elektromos tulajdonságaik megváltoznak.
A legtöbb elektronikus orrban minden érzékelő érzékeny az összes illékony molekulára, de mindegyik a maga sajátos módján. A bioelektronikus orrokban azonban olyan receptorfehérjéket használnak, amelyek specifikus szagmolekulákra reagálnak. A legtöbb elektronikus orr kémiai szenzorcsoportokat használ, amelyek érintkezéskor reagálnak az illékony vegyületekre: az illékony vegyületek adszorpciója az érzékelő felületén az érzékelő fizikai változását okozza. A konkrét választ az elektronikus interfész rögzíti, és a jelet digitális értékké alakítja. A rögzített adatokat ezután statisztikai modellek alapján számítják ki.
A bioelektronikus orrok szaglóreceptorokat használnak - biológiai szervezetekből, pl. az emberből klónozott fehérjéket, amelyek meghatározott szagmolekulákhoz kötődnek. Az egyik csoport olyan bioelektronikus orrot fejlesztett ki, amely az emberi orr által használt jelzőrendszereket utánozza, és nagyon nagy érzékenységgel érzékeli a szagokat: femtomoláris koncentrációban.
Az elektronikus orrokhoz leggyakrabban használt szenzorok a következők
- fém-oxid-félvezető (MOSFET) eszközök - elektronikus jelek erősítésére vagy kapcsolására használt tranzisztor. Ez azon az elven működik, hogy az érzékelő területére belépő molekulák pozitív vagy negatív töltéssel rendelkeznek, aminek közvetlen hatást kell gyakorolnia a MOSFET-en belüli elektromos mezőre. Így minden egyes további töltött részecske bevitele egyedi módon közvetlenül hat a tranzisztorra, ami a MOSFET jelében változást eredményez, amelyet aztán a mintafelismerő számítógépes rendszerek értelmezni tudnak. Tehát lényegében minden egyes detektálható molekulának saját egyedi jele lesz, amelyet a számítógépes rendszer értelmezhet.
- Vezető polimerek - szerves polimerek, amelyek vezetik az elektromosságot.
- polimer kompozitok - hasonlóan a vezető polimerekhez, de nem vezető polimerekből állnak, amelyekhez vezető anyagot, például kormot adnak hozzá.
- kvarckristály-mikromérleg (QCM) - az egységnyi területre jutó tömeg mérésének módja egy kvarckristály-rezonátor frekvenciaváltozásának mérésével. Ezt egy adatbázisban lehet tárolni, és későbbi referenciaként felhasználni.
- felületi akusztikus hullám (SAW) - a mikroelektromechanikus rendszerek (MEMS) egy osztálya, amely a felületi akusztikus hullámok modulációjára támaszkodik egy fizikai jelenség érzékeléséhez.
- tömegspektrométerek miniatürizálhatók általános célú gázelemző eszközzé.

Egyes eszközök több érzékelőtípust kombinálnak egyetlen eszközben, például polimerrel bevont QCM-ek. Az egymástól független információ sokkal érzékenyebb és hatékonyabb eszközöket eredményez. A kutyák orra körüli légáramlással kapcsolatos tanulmányok és az életnagyságú modelleken végzett vizsgálatok azt mutatták, hogy a valódi kutyákéhoz hasonló ciklikus "szimatolás" előnyös a nagyobb hatótávolság és a reakció gyorsasága szempontjából.
Az utóbbi években más típusú elektronikus orrokat fejlesztettek ki, amelyek tömegspektrometriát vagy ultragyors gázkromatográfiát használnak kimutatási rendszerként.
A számítástechnikai rendszer az összes érzékelő válaszainak kombinálásán dolgozik, ami az adatkezelés bemenetét jelenti. A műszer ezen része végzi a globális ujjlenyomat-elemzést, és könnyen értelmezhető eredményeket és ábrázolásokat szolgáltat. Ezenkívül az elektronikus orr eredményei korrelálhatók a más technikákból (érzékelőpanel, GC, GC/MS) kapott eredményekkel. Az eredmények elemzéséhez számos adatértelmező rendszert használnak. Ezek a rendszerek magukban foglalják a mesterséges neurális hálózatot (ANN), a fuzzy logikát, a mintafelismerő modulokat stb. A mesterséges intelligencia, beleértve a mesterséges neurális hálózatot (ANN), a környezeti szagok kezelésének egyik kulcsfontosságú technikája.

## Elemzés elvégzése
Első lépésként egy elektronikus orrot kell képezni minősített mintákkal, hogy referencia-adatbázist lehessen létrehozni. Ezután a műszer képes felismerni az új mintákat azáltal, hogy az illékony vegyület ujjlenyomatát összehasonlítja az adatbázisában találhatóakkal. Így kvalitatív vagy kvantitatív elemzést végezhet. Ez azonban problémát is jelenthet, mivel sok szag több különböző molekulából áll, amelyeket a készülék tévesen értelmezhet, mivel különböző vegyületekként regisztrálja őket, ami az orr elsődleges funkciójától függően helytelen vagy pontatlan eredményeket eredményez. Az e-nose adathalmaz példája is elérhető. Ez az adatkészlet referenciaként használható az e-nose jelfeldolgozásához, különösen a húsminőségi vizsgálatokhoz. Ennek az adatkészletnek a két fő célja a többosztályos marhahús-osztályozás és a mikrobapopuláció regresszióval történő előrejelzése.

## Alkalmazások
Az elektronikus orrműszereket a kutatási és fejlesztési laboratóriumok, a minőség-ellenőrzési laboratóriumok, valamint a folyamat- és termelési részlegek különböző célokra használják:

### Minőség-ellenőrző laboratóriumokban
- Nyersanyagok, köztes és végtermékek megfelelősége
- Tételenkénti konzisztencia
- Szennyeződés, romlás, hamisítás kimutatása
- Származási hely vagy szállító kiválasztása
- A tárolási feltételek ellenőrzése
- Húsminőség ellenőrzése.

### Folyamat- és termelési osztályokon
- A nyersanyagok változékonyságának kezelése
- Összehasonlítás egy referenciatermékkel
- A gyártási folyamatok termékeire gyakorolt hatásainak mérése és összehasonlítása
- A tisztítási folyamat hatékonyságának nyomon követése
- A méretnövelés nyomon követése
- Helyszíni tisztítás nyomon követése.

### A termékfejlesztési fázisokban
- Érzékszervi profilalkotás és a különböző receptúrák vagy receptúrák összehasonlítása.
- Versenytárs termékek összehasonlító értékelése
- A folyamat vagy az összetevő megváltoztatásának az érzékszervi jellemzőkre gyakorolt hatásának értékelése.

Lehetséges és jövőbeli alkalmazások az egészségügy és a biztonság területén.
- Veszélyes és káros baktériumok felismerése, például olyan szoftver, amelyet kifejezetten az MRSA (meticillin-rezisztens Staphylococcus aureus) szagának felismerésére fejlesztettek ki. Számos más anyag mellett a meticillinre érzékeny S. aureus (MSSA) felismerésére is képes. Elméletek szerint, ha gondosan elhelyezik a kórházi szellőztető rendszerekben, felismerheti, és így megakadályozhatja, hogy más betegek vagy berendezések számos erősen fertőző kórokozóval fertőződjenek meg.
- A tüdőrák vagy más egészségügyi állapotok kimutatása az egészségügyi állapotot jelző VOC-k (illékony szerves vegyületek) kimutatásával.
- A vírusos és bakteriális fertőzések kimutatása a COPD súlyosbodása esetén.
- Az élelmiszeripari termékek minőség-ellenőrzése, mivel kényelmesen elhelyezhető az élelmiszercsomagolásban, hogy egyértelműen jelezze, ha az élelmiszer rothadásnak indult, vagy a terepen használható a bakteriális vagy rovarszennyeződés kimutatására.
- Az orrbeültetések figyelmeztethetnének a földgáz jelenlétére azok számára, akiknek anoszmiájuk van vagy gyenge a szaglásuk.
- Az Agytérképezési Alapítvány az elektronikus orrot az agyi rákos sejtek kimutatására használta.

### Lehetséges és jövőbeli alkalmazások a bűnmegelőzés és a biztonság területén
Az elektronikus orr szagtalan szagok észlelésére való képessége ideális a rendőrségen belüli használatra, például a bombaszagok észlelésére, annak ellenére, hogy más, a levegőben terjedő szagok képesek a rendőrkutyákat összezavarni. Ez azonban a közeljövőben nem valószínű, mivel az elektronikus orr költségei meglehetősen magasak.
A repülőtereken kábítószer-keresési módszerként is alkalmazható. Több vagy több elektronikus orr gondos elhelyezésével és hatékony számítógépes rendszerekkel néhány másodperc alatt néhány méteres pontossággal meg lehetne határozni a kábítószerek helyét.
Léteznek olyan demonstrációs rendszerek, amelyek érzékelik a robbanóanyagok által kibocsátott gőzöket, de jelenleg messze elmaradnak a jól képzett szimatoló kutyáktól.

### A környezeti megfigyelésben
- Illékony szerves vegyületek azonosítására levegő-, víz- és talajmintákban.
- A környezetvédelemben.

Különböző alkalmazási feljegyzések írják le az elemzést olyan területeken, mint az íz- és illatanyagok, az élelmiszer- és italgyártás, a csomagolás, a gyógyszeripar, a kozmetikai és parfümök, valamint a vegyipari vállalatok. Újabban a közérdeklődésre is megoldást jelenthetnek a szaglóanyag-károsító anyagok monitorozása terén, helyszíni eszközök hálózataival. Mivel a kibocsátási arányok egy helyszínen egyes források esetében rendkívül változóak lehetnek, az elektronikus orr eszközt nyújthat az ingadozások és tendenciák nyomon követésére és a helyzet valós idejű értékelésére. Javítja a kritikus források megértését, ami proaktív szagkezeléshez vezet. A valós idejű modellezés bemutatja az aktuális helyzetet, lehetővé téve az üzemeltető számára, hogy megértse, mely időszakok és körülmények veszélyeztetik a létesítményt. A meglévő kereskedelmi rendszereket is be lehet programozni úgy, hogy a beállított pontok (a receptoroknál/riasztási pontoknál modellezett szagkoncentráció vagy az orrnál/forrásnál mért szagkoncentráció) alapján aktív riasztásokat adjanak ki a megfelelő intézkedések elindítása érdekében.

## Fordítás
Ez a szócikk részben vagy egészben  az   Electronic nose című angol Wikipédia-szócikk fordításán alapul.  Az eredeti cikk szerkesztőit annak laptörténete sorolja fel. Ez a jelzés csupán a megfogalmazás eredetét és a szerzői jogokat jelzi, nem szolgál a cikkben szereplő információk forrásmegjelöléseként.